# Hậu Lý Nam Đế
Hậu Lý Nam Đế (chữ Hán: 後李南帝; trị vì: 571 – 602) là vua nhà Tiền Lý trong lịch sử Việt Nam. Ông tên thật là Lý Phật Tử (李佛子; 518 – 602), người huyện Thái Bình (tỉnh Sơn Tây cũ, nay là Hà Nội), là cháu họ của Lý Nam Đế.

## Ẩn náu ở động Dã Năng
Đầu năm 544, sau khi đánh thắng quân Lương, Lý Bí xưng hiệu là Nam Việt đế, đặt tên nước là Vạn Xuân.
Tháng 6 năm 545, vua Lương là Lương Vũ Đế (Tiêu Diễn) cử Dương Phiêu, Trần Bá Tiên, Tiêu Bột đi đánh Vạn Xuân. Trần Bá Tiên là tướng giỏi nhà Lương. Quân Lương đến Vạn Xuân, Lý Nam Đế mang quân ra đánh bị thua nặng mấy trận, mất thành Gia Ninh (545), sau đó lui về quận Tân Xương là vùng của người Lạo, lại bị quân Lương đánh úp tại hồ Điển Triệt (546), phải ẩn náu trong động Khuất Lão, giao lại binh quyền cho tả tướng quân Triệu Quang Phục.
Trong khi đó, Lý Phật Tử cùng anh Lý Nam Đế là Lý Thiên Bảo đem ba vạn người vào Cửu Chân, đánh chiếm được Đức Châu (Nghệ An), giết tướng nhà Lương là Trần Văn Giới. Sau đó, hai tướng họ Lý mang quân ra đánh Ái Châu (Thanh Hóa), Trần Bá Tiên mang quân tới đánh, Thiên Bảo và Phật Tử bị thua, bèn thu nhặt quân còn sót được vạn người chạy sang đất người Di Lạo ở Ai Lao.
Lý Thiên Bảo thấy động Dã Năng ở đầu nguồn Đào Giang, đất phẳng rộng màu mỡ có thể ở được, Lý Thiên Bảo mới đắp thành để ở, nhân tên đất ấy mà đặt quốc hiệu. Đến bây giờ quân chúng tôn làm chúa, xưng là Đào Lang Vương. Lý Phật tử là tướng dưới quyền.
Triệu Quang Phục đóng quân trong đầm Dạ Trạch cầm cự với Trần Bá Tiên, quân dân tôn xưng là Dạ Trạch Vương. Tháng 3 năm 548, nghe tin Lý Nam Đế mất trong động Khuất Lão, Triệu Quang Phục lên ngôi vua, xưng hiệu Triệu Việt Vương. Năm 550, gặp lúc bên nước Lương xảy ra loạn Hầu Cảnh, nhà Lương gọi Bá Tiên về, ủy quyền cho tỳ tướng là Dương Sàn cầm quân. Triệu Việt Vương tung quân ra đánh, giết chết Dương Sàn. Quân Lương tan vỡ chạy về Bắc. Triệu Việt Vương lấy lại được nước Vạn Xuân, đóng đô ở thành Long Biên.

## Gây hấn với Triệu Việt Vương
Triệu Việt Vương làm vua ở thành Long Biên. Lý Thiên Bảo làm Đào Lang Vương ở nước Dã Năng. Năm 555, Thiên Bảo chết, không có con nối dõi, quân chúng suy tôn Lý Phật Tử lên nối ngôi.
Năm 557, Lý Phật Tử đem quân xuống miền Đông đánh nhau với Triệu Việt Vương ở huyện Thái Bình. Hai bên năm lần giáp trận, chưa phân thắng bại, quân của Phật Tử có phần kém thế hơn. Phật Tử liệu không thắng được bèn xin giảng hòa xin ăn thề. Triệu Việt Vương nghĩ ông là người họ của Lý Nam Đế, không nỡ cự tuyệt, bèn chia địa giới ở bãi Quân Thần (nay là hai xã Thượng Cát, Hạ Cát ở huyện Từ Liêm) cho ở phía tây của nước.
Lý Phật Tử dời đến thành Ô Diên (nay là xã Hạ Mỗ, huyện Đan Phượng).

## Thông gia để đoạt nước
Lý Phật Tử có con trai là Nhã Lang Vương, xin lấy con gái của Triệu Việt Vương là Cảo Nương. Việt Vương bằng lòng, nên hai nhà kết thành thông gia. Vì yêu quý Cảo Nương nên Việt Vương cho Nhã Lang ở rể.
Sau Nhã Lang biết được bí mật về quân sự của Triệu Việt Vương, báo lại cho Phật Tử. Lý Phật Tử mang quân đánh úp Việt Vương. Việt Vương tự biết thế yếu không thể chống được, bèn đem con gái chạy về phía nam, muốn tìm nơi đất hiểm để ẩn náu tung tích, nhưng đến đâu cũng bị quân Lý Phật Tử đuổi theo sau gót. Việt Vương cưỡi ngựa chạy đến cửa biển Đại Nha, cùng đường, bèn nhảy xuống biển tự vẫn.
Lý Phật Tử lên làm vua cả nước, đóng đô ở Phong Châu. Vì ông cũng xưng là Lý Nam Đế, nên đời sau gọi là Hậu Lý Nam Đế để phân biệt với Lý Bí.

## Đầu hàng
Tại Trung Hoa, nhà Tuỳ đã diệt nhà Trần thống nhất toàn quốc năm 589. Vua Tùy sai sứ mang lệnh sang dụ Lý Phật tử sang chầu. Năm 602, Tổng quản Quế Châu nhà Tùy là Lệnh Hồ Hy theo lệnh của Tùy Văn Đế sai sứ thúc giục Hậu Lý Nam Đế. Ông thoái thác xin khất tới tháng 11 năm đó lên đường. Theo Tùy thư, Lệnh Hồ Hy vốn chỉ muốn ràng buộc Lý Phật Tử nên bằng lòng theo lời xin, nhưng có người lại kiện Lệnh Hồ Hy ăn hối lộ của Lý Phật Tử với Tùy Văn Đế.
Vua Tùy bèn sai bắt trói Lệnh Hồ Hy và hạ lệnh đánh Vạn Xuân. Thừa tướng Dương Tố tiến cử Thứ sử Qua Châu là Lưu Phương. Vua Tùy xuống chiếu sai Lưu Phương thống lĩnh 27 doanh quân sang đánh.
Nghe tin quân địch kéo sang, Hậu Lý Nam Đế sai con của người anh là Lý Đại Quyền giữ thành Long Biên, Biệt súy là Lý Phổ Đỉnh giữ thành Ô Diên, còn tự Lý Phật Tử đóng ở thành Cổ Loa.
Quân Tùy đến núi Đô Long gặp quân Lý, Lưu Phương đánh tan hết, rồi tiến quân sang đến cạnh dinh của Lý Phật Tử. Lưu Phương lấy dụ hàng. Hậu Lý Nam Đế sợ hãi xin đầu hàng, bị quân Tùy bắt đưa về Trung Hoa xử tử chết.
Dân làm đền thờ ông ở cửa biển Tiểu Nha để đối với đền thờ Triệu Việt Vương.

## Nhận định
Nhận định về Lý Phật Tử, các soạn giả của Đại Việt Sử ký Toàn thư viết:
| “                         | Vua dùng thuật gian trá để gồm lấy nước, mới thấy bóng giặc đã hàng trước, việc làm trước sau đều phi nghĩa. | ” |
| — Đại Việt Sử ký Toàn thư | |   |

Toàn thư cũng dẫn lời nhận xét thẳng thắn của sử thần Ngô Sĩ Liên:
| “             | Lấy bá thuật mà xét thì Hậu [Lý] Nam Đế đánh Triệu Việt Vương là đắc kế, lấy vương đạo mà xét thì việc ấy đã từng không bằng chó lợn. Sao thế ? Là vì khi Tiền Lý Nam Đế ở động Khuất Lạo đem việc quân ủy cho Triệu Việt Vương, Việt Vương thu nhặt tàn quân giữ hiểm ở Dạ Trạch bùn lầy, đương đầu với Trần Bá Tiên là người hùng một đời, cuối cùng bắt được tướng của y là Dương Sàn. Tiên, người phương Bắc, phải lui quân. Bấy giờ vua [Hậu Nam Đế] trốn trong đất Di [Lạo], chỉ mong thoát khỏi miệng hùm mà thôi. May mà Bá Tiên về Bắc, [Lý] Thiên Bảo chết, mới đem quân đánh [Triệu] Việt Vương, dùng mưu gian trá xin hòa, kết làm thông gia. Việt Vương lấy lòng thành đối đãi, cắt đất cho ở, những việc làm của Việt Vương đều là chính nghĩa, giao hảo phải đạo, thăm viếng phải thời, há chẳng phải là đạo trị yên lâu dài hay sao ? Thế mà [Hậu Nam Đế] lại dùng mưu gian của Nhã Lang, vứt bỏ chính đạo nhân luân, kíp tham công lợi mà diệt nhân nghĩa, đánh cướp lấy nước, tuy rằng lấy được, mà Nhã Lang thì chết trước, bản thân cũng không khỏi làm tù, có lợi gì đâu ? | ” |
| — Ngô Sĩ Liên | |   |